# Payzac (Dordogne)
Pour les articles homonymes, voir Payzac.
Payzac est une commune française située dans le département de la Dordogne, en région Nouvelle-Aquitaine.

## Géographie

### Généralités
Située dans le nord-est du département de la Dordogne, en Nontronnais, la commune de Payzac est limitrophe de deux autres départements de la région Nouvelle-Aquitaine : la Haute-Vienne et la Corrèze. C'est une commune rurale qui fait partie de l'aire d'attraction de Saint-Yrieix-la-Perche.
Elle est arrosée par la Haute Loue (également appelée le Coulon) depuis sa source tout au nord de la commune et jusqu'à l'étang de Rouffiac à l'ouest. À l'est et au sud-est, l'Auvézère la traverse recevant au passage le flux de trois affluents, le ruisseau de la Penchennerie, la Boucheuse et le ruisseau des Belles-Dames.
Desservi par les routes départementales (RD) 4E, 75 et 80, le bourg de Payzac est situé, en distances orthodromiques, six kilomètres à l'est de Lanouaille et treize kilomètres au sud de Saint-Yrieix-la-Perche.

### Communes limitrophes
Payzac est limitrophe de neuf autres communes, dont trois en Corrèze et une en Haute-Vienne. Au nord-ouest, son territoire est limitrophe de celui de Sarlande sur moins de 600 mètres.
| Sarlande | Glandon (Haute-Vienne) | Saint-Éloy-les-Tuileries (Corrèze), Ségur-le-Château (Corrèze) |
| Angoisse | Payzac                 | Beyssenac (Corrèze)                                            |
|          | Savignac-Lédrier       | Saint-Cyr-les-Champagnes, Saint-Mesmin                         |

### Géologie et relief

#### Géologie
Situé sur la plaque nord du Bassin aquitain et bordé à son extrémité nord-est par une frange du Massif central, le département de la Dordogne présente une grande diversité géologique. Les terrains sont disposés en profondeur en strates régulières, témoins d'une sédimentation sur cette ancienne plate-forme marine. Le département peut ainsi être découpé sur le plan géologique en quatre gradins différenciés selon leur âge géologique. Payzac est dans le gradin extrême nord-est que constitue le dernier contrefort du Massif central, avec des roches cristallines formées au Paléozoïque, antérieurement au Carbonifère.
Les couches affleurantes sur le territoire communal sont constituées de formations superficielles du Quaternaire, de roches sédimentaires  datant du Cénozoïque et du Paléozoïque, ainsi que de roches métamorphiques et magmatiques. La formation la plus ancienne, notée λ3-4b, fait partie des leptynites de Saint-Yrieix, Meuzac et Sarlande et est composée d'ortho-leptynites (métarhyolites ?) à biotites seule ou à biotite et muscovite à grain fin à moyen (Cambrien à Ordovicien). La formation la plus récente, notée Fy3-z, fait partie des formations superficielles de type alluvions subactuelles à actuelles. Le descriptif de ces couches est détaillé dans  la feuille « no 736 - Saint-Yrieix-la-Perche » de la carte géologique au 1/50 000 de la France métropolitaine, et sa notice associée.

Carte géologique de Payzac.

#### Relief et paysages
Le département de la Dordogne se présente comme un vaste plateau incliné du nord-est (491 m, à la forêt de Vieillecour dans le Nontronnais, à Saint-Pierre-de-Frugie) au sud-ouest (2 m à Lamothe-Montravel). L'altitude du territoire communal varie quant à elle entre 236 mètres et 374 mètres,.
Dans le cadre de la Convention européenne du paysage entrée en vigueur en France le 1er juillet 2006, renforcée par la loi du 8 août 2016 pour la reconquête de la biodiversité, de la nature et des paysages, un atlas des paysages de la Dordogne a été élaboré sous maîtrise d’ouvrage de l’État et publié en octobre 2020. Les paysages du département s'organisent en huit unités paysagères,. La commune est dans l'unité paysagère du « Périgord limousin » qui correspond à la région naturelle du Nontronnais. Ce territoire forme un plateau collinaire aux pentes douces et sommets arasés, d’altitude moyenne autour des 300 m dont le point culminant est également celui de la Dordogne. Ce plateau cristallin est vallonné et dominé par les prairies aux horizons boisés. Il est entaillé de vallées profondes aux versants forestiers,.
La superficie cadastrale de la commune publiée par l'Insee, qui sert de référence dans toutes les statistiques, est de 47,72 km2,,. La superficie géographique, issue de la BD Topo, composante du Référentiel à grande échelle produit par l'IGN, est quant à elle de 49,03 km2.

### Hydrographie

#### Réseau hydrographique
La commune est située dans le bassin de la Dordogne au sein du bassin Adour-Garonne. Elle est drainée par l'Auvézère, la Boucheuse, la Haute-Loue, le ruisseau de la Penchennerie, le ruisseau des Belles-Dames et par divers petits cours d'eau, qui constituent un réseau hydrographique de 86 km de longueur totale,.
L'Auvézère, d'une longueur totale de 112,19 km, prend sa source en Corrèze dans la commune de Benayes et se jette dans l'Isle en rive droite, en limite de Bassillac et Auberoche et Escoire, face à Antonne-et-Trigonant,. Elle traverse la commune de l'est au sud-est sur plus de treize kilomètres, dont six kilomètres et demi servent de limite naturelle en trois tronçons, face à Beyssenac et Savignac-Lédrier.
La Boucheuse, d'une longueur totale de 38,09 km, prend sa source en Haute-Vienne dans la commune de Magnac-Bourg et se jette dans l'Auvézère en rive droite sur la commune, en aval du moulin des Deux Eaux. Elle arrose l'est du territoire communal sur trois kilomètres et demi.
La Haute Loue (ou Coulon dans sa partie amont), d'une longueur totale de 18,6 km, prend sa source dans le nord de la commune, près du lieu-dit la Roche Picout, et se jette dans la Loue en rive gauche, en limite de Lanouaille et Saint-Médard-d'Excideuil,. Elle arrose la commune du nord au sud-ouest sur plus de huit kilomètres.
Le ruisseau de la Penchennerie, d'une longueur totale de 10,39 km, prend sa source en Haute-Vienne dans la commune de Coussac-Bonneval et se jette dans l'Auvézère en rive droite sur la commune, 400 mètres en amont de la confluence entre l'Auvézère et la Boucheuse. Il traverse le sud-est de la commune sur cinq kilomètres et demi.
Le ruisseau des Belles-Dames (également appelé ruisseau de l'Orne dans sa partie amont), d'une longueur totale de 12,81 km, prend sa source en Corrèze dans la commune de Beyssenac et se jette dans l'Auvézère en rive gauche sur la commune, au sud-ouest du lieu-dit Touvent, face à Savignac-Lédrier,. Il arrose l'est de la commune sur trois kilomètres et demi dont près de deux kilomètres marquent la limite territoriale en deux tronçons, face à Beyssenac.

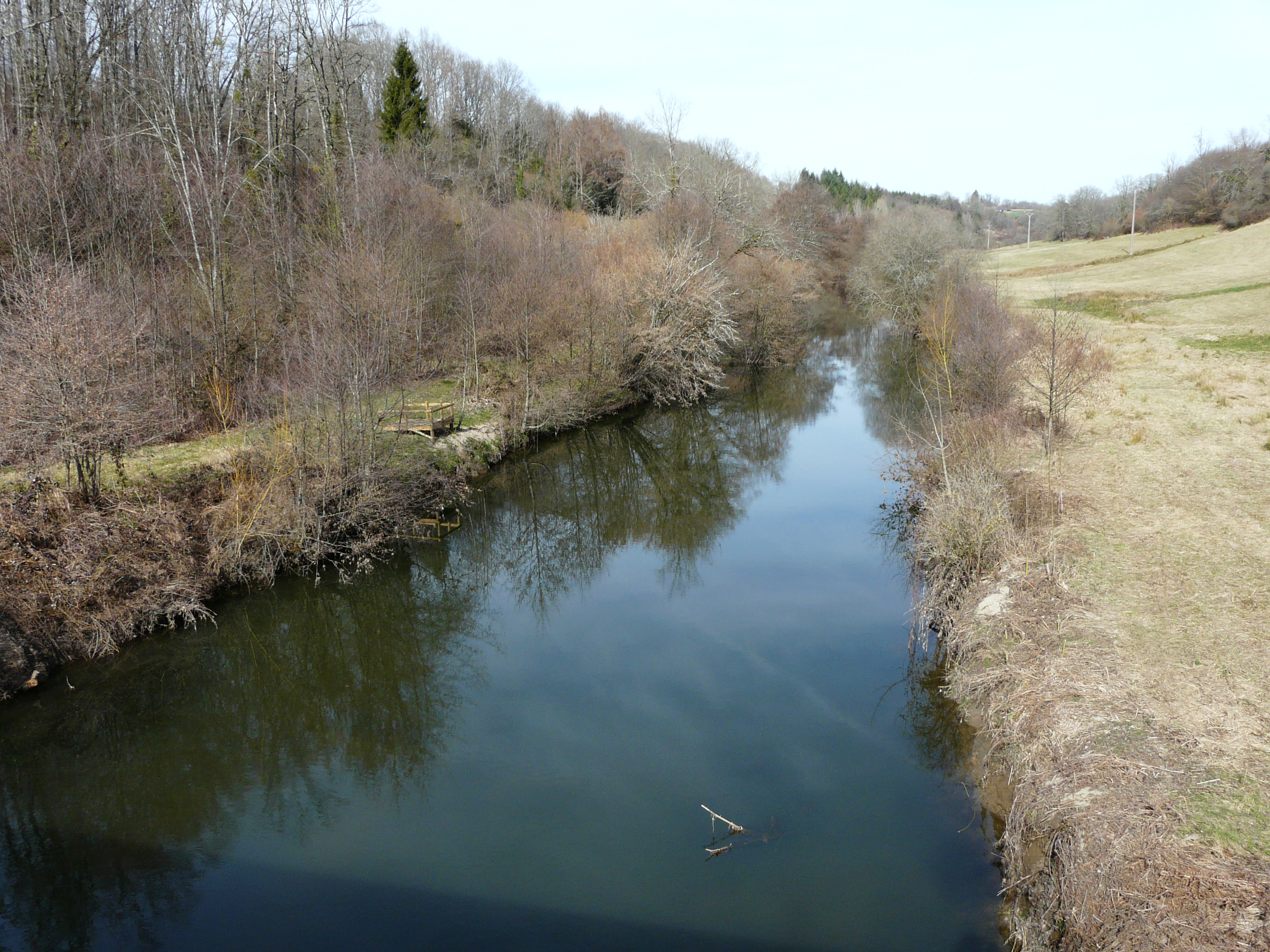
L'Auvézère au pont de la RD75.
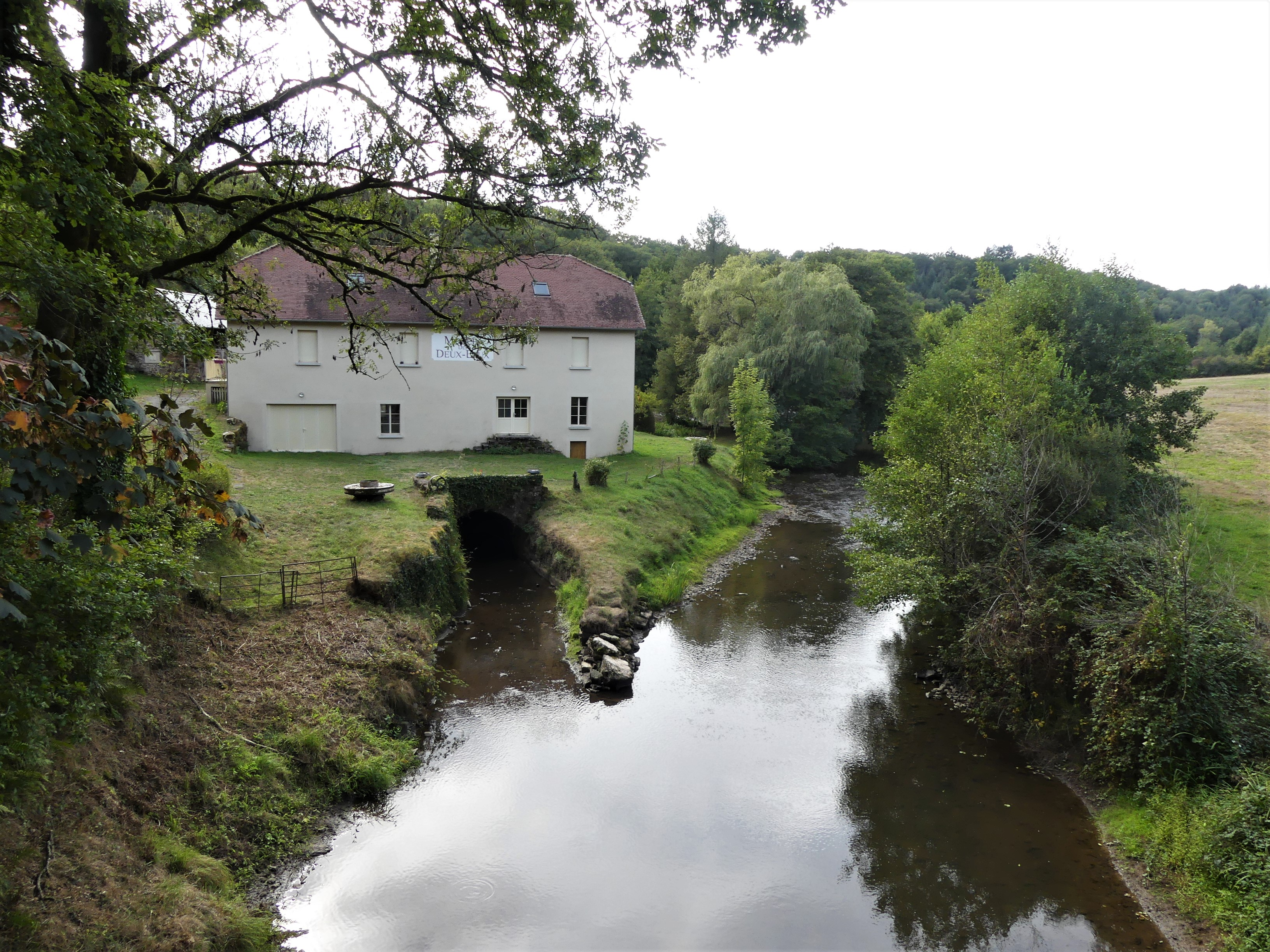
La Boucheuse au moulin des Deux Eaux.
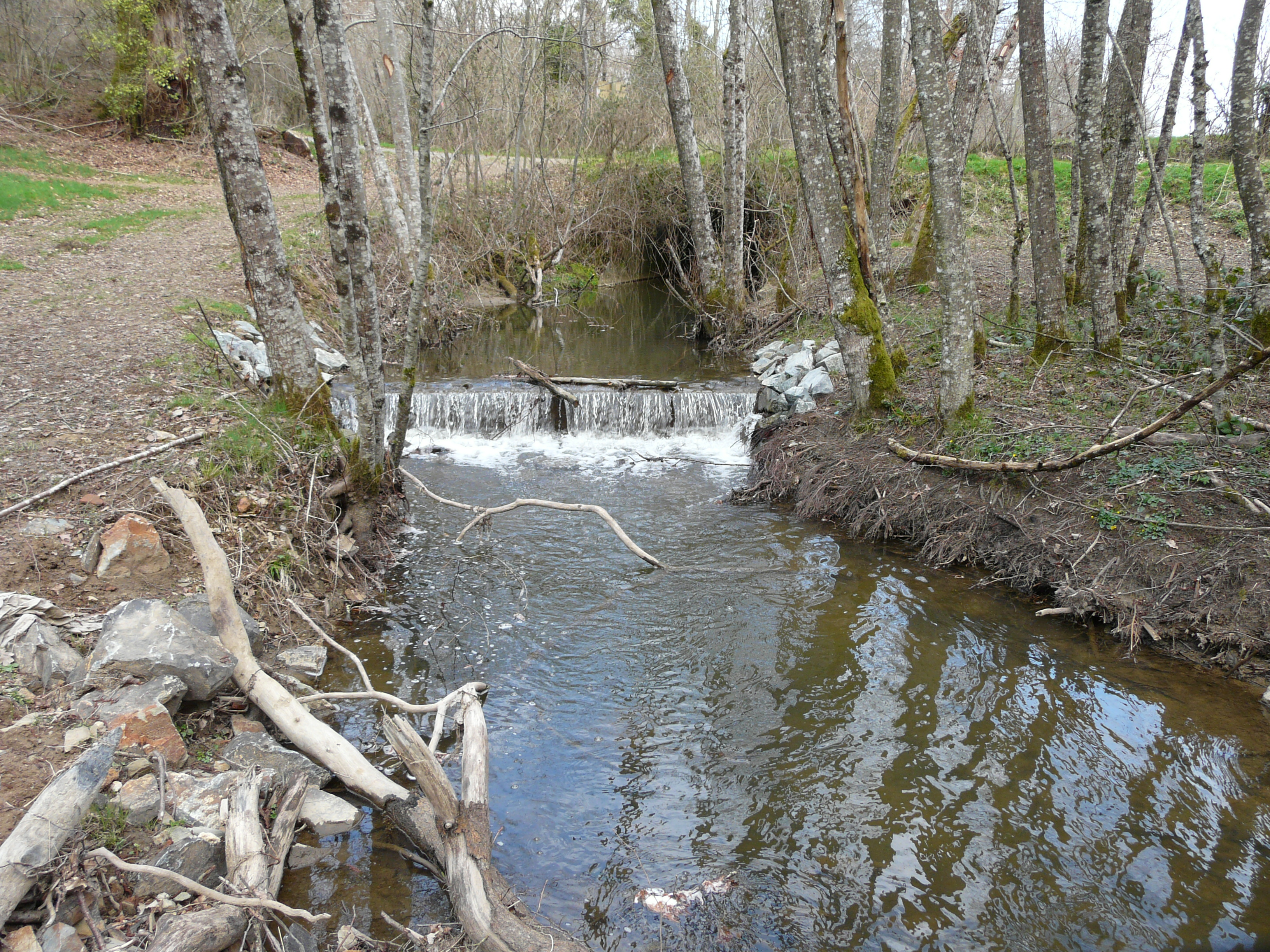
Le Coulon en lilmite d'Angoisse et de Payzac.
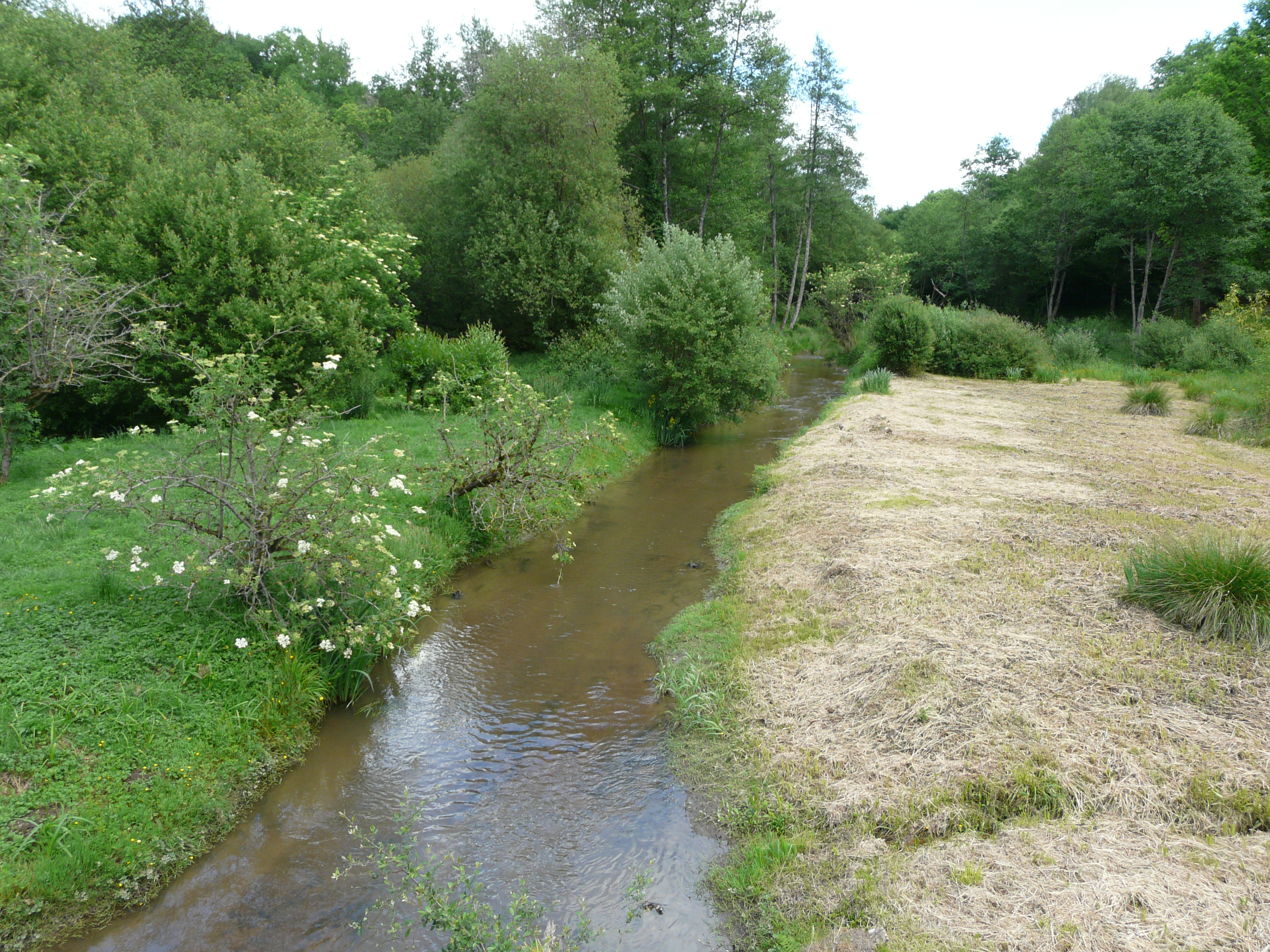
Le ruisseau des Belles-Dames juste en amont de la papeterie de Vaux.
Réseaux hydrographique et routier de Payzac.

#### Gestion et qualité des eaux
Le territoire communal est couvert par le schéma d'aménagement et de gestion des eaux (SAGE) « Isle - Dronne ». Ce document de planification, dont le territoire regroupe les bassins versants de l'Isle et de la Dronne, d'une superficie de 7 500 km2, a été approuvé le 2 août 2021. La structure porteuse de l'élaboration et de la mise en œuvre est l'établissement public territorial de bassin de la Dordogne (EPIDOR). Il définit sur son territoire les objectifs généraux d’utilisation, de mise en valeur et de protection quantitative et qualitative des ressources en eau superficielle et souterraine, en respect des objectifs de qualité définis dans le troisième SDAGE  du Bassin Adour-Garonne qui couvre la période 2022-2027, approuvé le 10 mars 2022.
La qualité des eaux de baignade et des cours d’eau peut être consultée sur un site dédié géré par les agences de l’eau et l’Agence française pour la biodiversité.

### Climat
Pour des articles plus généraux, voir Climat de la Nouvelle-Aquitaine et Climat de la Dordogne.
Historiquement, la commune est exposée à un climat océanique aquitain.  
En 2020, Météo-France publie une typologie des climats de la France métropolitaine dans laquelle la commune est exposée à un climat océanique altéré et est dans la région climatique  Ouest et nord-ouest du Massif Central, caractérisée par une pluviométrie annuelle de 900 à 1 500 mm, maximale en automne et en hiver.
Pour la période 1971-2000, la température annuelle moyenne est de 11,7 °C, avec  une amplitude thermique annuelle de 14,9 °C. Le cumul annuel moyen de précipitations est de 1 073 mm, avec 12,8 jours de précipitations en janvier et 7,8 jours en juillet. Pour la période 1991-2020, la température moyenne annuelle observée sur la station météorologique la plus proche, située sur la commune de Saint-Yrieix-la-Perche à 12,56 km à vol d'oiseau, est de 0,0 °C et le cumul annuel moyen de précipitations est de 0,0 mm,. Pour l'avenir, les paramètres climatiques de la commune estimés pour 2050 selon différents scénarios d’émission de gaz à effet de serre sont consultables sur un site dédié publié par Météo-France en novembre 2022.

## Urbanisme

### Typologie
Au 1er janvier 2024, Payzac est catégorisée commune rurale à habitat très dispersé, selon la nouvelle grille communale de densité à 7 niveaux définie par l'Insee en 2022.
Elle est située hors unité urbaine. Par ailleurs la commune fait partie de l'aire d'attraction de Saint-Yrieix-la-Perche, dont elle est une commune de la couronne,. Cette aire, qui regroupe 11 communes, est catégorisée dans les aires de moins de 50 000 habitants,.

### Occupation des sols
L'occupation des sols de la commune, telle qu'elle ressort de la base de données européenne d’occupation biophysique des sols Corine Land Cover (CLC), est marquée par l'importance des territoires agricoles (67,9 % en 2018), en augmentation par rapport à 1990 (66,6 %). La répartition détaillée en 2018 est la suivante : 
zones agricoles hétérogènes (60,9 %), forêts (30,7 %), prairies (5,6 %), terres arables (0,9 %), zones urbanisées (0,7 %), milieux à végétation arbustive et/ou herbacée (0,6 %), cultures permanentes (0,5 %), eaux continentales (0,1 %). L'évolution de l’occupation des sols de la commune et de ses infrastructures peut être observée sur les différentes représentations cartographiques du territoire : la carte de Cassini (XVIIIe siècle), la carte d'état-major (1820-1866) et les cartes ou photos aériennes de l'IGN pour la période actuelle (1950 à aujourd'hui).

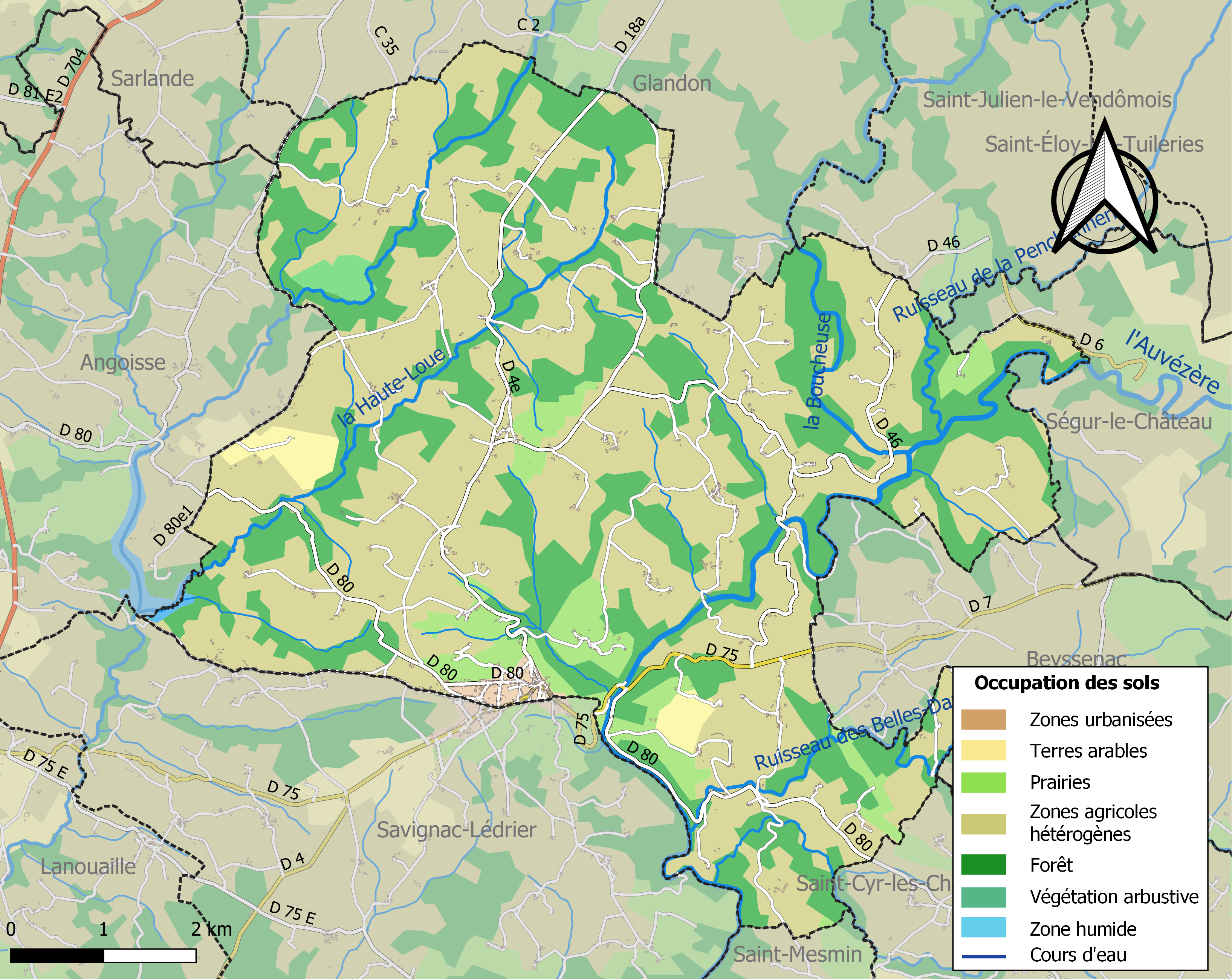
Carte des infrastructures et de l'occupation des sols de la commune en 2018 (CLC).

### Prévention des risques
Le territoire de la commune de Payzac est vulnérable à différents aléas naturels : météorologiques (tempête, orage, neige, grand froid, canicule ou sécheresse), inondations, feux de forêts et séisme (sismicité très faible). Il est également exposé à un risque particulier : le risque de radon. Un site publié par le BRGM permet d'évaluer simplement et rapidement les risques d'un bien localisé soit par son adresse soit par le numéro de sa parcelle.

#### Risques naturels
Certaines parties du territoire communal sont susceptibles d’être affectées par le risque d’inondation par débordement de cours d'eau, notamment l'Auvézère, la Haute Loue, la Boucheuse, le Penchennerie et le ruisseau des Belles-Dames. La commune a été reconnue en état de catastrophe naturelle au titre des dommages causés par les inondations et coulées de boue survenues en 1982, 1993, 1999, 2007 et 2009,.
Payzac est exposée au risque de feu de forêt. L’arrêté préfectoral du 14 mars 2013 fixe les conditions de pratique des incinérations et de brûlage dans un objectif de réduire le risque de départs d’incendie. À ce titre, des périodes sont déterminées : interdiction totale du 15 février au 15 mai et du 15 juin au 15 octobre, utilisation réglementée du 16 mai au 14 juin et du 16 octobre au 14 février. En septembre 2020, un plan inter-départemental de protection des forêts contre les incendies (PidPFCI) a été adopté pour la période 2019-2029,.
La commune a été reconnue en état de catastrophe naturelle au titre des dommages causés par des mouvements de terrain en 1999.

#### Risque particulier
Dans plusieurs parties du territoire national, le radon, accumulé dans certains logements ou autres locaux, peut constituer une source significative d’exposition de la population aux rayonnements ionisants. Selon la classification de 2018, la commune de Payzac est classée en zone 2, à savoir zone à potentiel radon faible mais sur lesquelles des facteurs géologiques particuliers peuvent faciliter le transfert du radon vers les bâtiments.

## Toponymie
En occitan, la commune porte le nom de Paisac.

## Histoire
Lors de la création des départements français en 1790, la commune a d'abord brièvement fait partie de la Corrèze avant d'être rattachée en 1793, ainsi que neuf autres communes, à la Dordogne.
La commune s'est d'abord appelée Payzac-de-Lanouaille jusqu'en 1961, avant de devenir simplement Payzac. Son nom s'est parfois écrit Peisac, Peyzac, Paysac, Peyzat.

### Les seigneurs de Payzac
Les vicomtes de Limoges
Ce furent d'abord les vicomtes de Ségur et Limoges, dont le dernier fut Henri de Bourbon, roi de Navarre, puis roi de France sous le nom d'Henri IV.
La famille Dumas
En 1608, Rigaud (ou Rigal) Dumas racheta aux Bourbons les droits de seigneurie de Payzac. Rigaud et son épouse rendirent hommage au roi de Navarre (Henri, futur Henri IV, au titre de sa vicomté de Ségur-Limoges) le 13 mars 1583. Rigaud Dumas fut maintenu dans sa noblesse lors de la recherche de 1598-99 sur preuves de 1474. Il testa en faveur de Peyrot Dumas, son neveu, qui reprit le nom de Payzac.
Peyrot Dumas, neveu du précédent, seigneur de Payzac, du Mas, de la Borie, de la Serre et de la Tournarie, est décédé en 1647. De son mariage le 27 février 1609 avec Gabrielle de Hauteclaire est issu, entre autres enfants : 
- Messire Gabriel Dumas[50], écuyer, chevalier, seigneur de Payzac, du Mas, de la Borie, de la Serre, d'Estivaux et de la Tournerie. Désigné dans l'armée sous le nom de capitaine de la Borye, il servit d'abord en Picardie, fut capitaine d'une compagnie de 100 hommes d'armes dans le régiment de Pompadour-Infanterie en 1627, puis enseigne en 1639 (dans le même régiment ?). Le 18 février 1653, il apporta à la cour la nouvelle de la victoire remportée contre les insurgés du Limousin par le seigneur de Pompadour (Jean III). Il fut maintenu dans sa noblesse par d'Aguesseau, intendant du Limousin le 1er décembre 1666[51]. De Jeanne de Meilhars il eut :
- Philippe Dumas[52], marquis de Payzac mort avant 1713.De son mariage avec Suzanne de Pommiers est issu :
- François Dumas[53], marquis de Payzac, chevalier de Saint-Louis (1715). Né avant 1684. Décédé le 1er septembre 1741. Mousquetaire en 1700, Il se trouva au combat de Nimègue en 1701, à celui de Keren en 1703, à la bataille de Ramillies en 1706, obtint une compagnie dans le régiment Royal-Roussillon, cavalier le 15 novembre de la même année, il la commanda à l'armée du Rhin en 1707, à la bataille d'Oudenaarde en 1708. Colonel du régiment de Payzac le 2 avril 1709, qu'il commanda à l'armée du Dauphiné jusqu'à la paix. Ce régiment ayant été incorporé dans le régiment du Dauphin le 14 janvier 1714, il fut retenu colonel réformé à la suite du régiment de Dauphiné le 5 juillet suivant. On lui donna le 1er janvier 1734 le commandement d'un régiment de milice de la généralité de Limoges. Il est nommé brigadier le 1er août et par ordre du 25 on joignit au bataillon qu'il commandait le bataillon de La Morellière pour en former un régiment qui porta son nom et qu'il commanda jusqu'en novembre 1736 quand on licencia les milices[54]. Son frère Jean, comte de Payzac et baron d'Auriac, fut colonel du 9e Dragons. De son mariage avec Marie-Paule de Boisse, le 6 juillet 1722 est issu :
- Joseph François Dumas[55], chevalier, marquis de Payzac, seigneur de la Borie, de la Serre et de Cousage-lès-Alassac, co-seigneur d'Alassac, seigneur de la Vigne-Rouge, des dîmes de Rouffiac, vidame de Limoges, chevalier du Saint-Sépulchre (18 juillet 1780), maître de forge à Payzac. Il rendit hommage au roi pour ses terres de Payzac et de La Borie le 18 juillet 1780[56]. De son mariage le 26 juillet 1746, en la chapelle du château de Laxion, avec Gabrielle de Chapt de Rastignac, est issu :
- Charles Antoine Armand Odet Dumas[57], marquis de Payzac, chevalier, seigneur de Payzac, de la Serre et de Cousage, co-seigneur d'Allassac et de la Salle, vidame de Limoges (1789), baron de l'Empire (5 août 1812), chevalier du Saint-Sépulchre (1818). Né le 28 avril 1749 - château de Payzac. Décédé le 11 mai 1821 - Paris. Sous-lieutenant en second au régiment d'infanterie du roi (à 16 ans) le 12 août 1765, Lieutenant en second dans le même régiment le 13 juillet 1766, Capitaine en second au régiment de La Marche-Prince Cavalerie le 25 avril 1772, Chef d'escadron au régiment de Conty Dragons en 1788. Sorti de France le 9 janvier 1792. Campagne de 1792 dans la compagnie de Royal Picardie Cavalerie, a défendu Maastricht sous les ordres du Prince de Hesse en 1793. Enseigne au service du roi de Grande-Bretagne dans le corps du comte Williamson le 20 avril 1795. A continué de servir activement dans l'ouest de la France jusqu'en 1800. Gouverneur par charge de la Province du Condomois. Admis aux honneurs de la cour en 1790.

Sans postérité masculine et dernier de sa branche, ses filles Mesdames de Vins et de Stassart, vendirent la terre et le château de Payzac à Monsieur Dumas de Lavareille, allié de la famille Le Clere originaire d'Irlande, qui a fourni plusieurs maires de Payzac.

### La Révolution
Le vendredi 23 août 1793, les communes de Boisseuilh, Coubjours, Génis, Payzac, Saint-Cyr-les-Champagnes, Saint-Mesmin, Salagnac, Savignac, Saint-Trié (Sainte-Trie) et Teillots initialement dans le département de la Corrèze sont réunies à la Dordogne.
Depuis la création des communes, Payzac a été coupée en deux de part et d'autre de l'ancienne route de Lanouaille à Pompadour. Le nord forme la commune de Payzac. Le sud a été rattaché à la commune de Savignac-Lédrier. C'est pourquoi les plaques de rue ne sont pas de la même couleur d'un côté et de l'autre de cette ancienne route à Chaux, rue du Stade, rue de la Garanne, et au milieu de la descente sur la Croix-Merle (rue du Parc).

### XIXesiècle
Payzac continue son activité industrielle : forges, moulins à papier : on relève en particulier dans les "Annales des Mines" :
- Ordonnance du 8 octobre 1826, portant que le 
sieur Combescot, propriétaire de la forge de 
Vaux, est autorisé à conserver et tenir en activité 
ladite forge située sur l'étang de ce nom, 
alimenté par le ruisseau de Chazotte, commune 
de Paysac (Dordogne), et que la consistance 
de cette usine est et demeure fixée, conformément 
au plan joint à la présente ordonnance, à 
un foyer d'affinerie pour la conversion de la 
fonte en fer au moyen du charbon de bois.
- 1828, 28 janvier portant autorisation
au sieur Andraud de conserver et tenir
en activité l'usine à fer de l'Etang-neuf, 
commune de Paizac (Dordogne).
- Ordonnance du 17 février 1830, portant que la
dame veuve Donnève, agissant au nom et comme
tutrice de Jeanne-Hélène Donnève, sa fille mineure, est autorisée à conserver et tenir en activité
l'usine à fer de Payzac, commune de ce nom, arrondissement de Nontron (Dordogne), et que la
consistance de cette usine, dont l'eau motrice est
fournie par le Haut-Vezère, est et demeure fixée,
conformément au plan qui restera annexé à la
présente ordonnance, à deux feux d'affinerie
pour la conversion de la fonte en fer, allant au
charbon de bois, et un marteau à drame.

### XXeetXXIesiècles
Le 9 juillet 1944, après avoir saboté le Pont neuf, six résistants Francs-tireurs et partisans (FTP) sont pris en chasse par les Allemands et tués au lieu-dit la Sarlandie. Une stèle commémorative y a été élevée.
La commune est connue pour son musée de la papeterie de Vaux et pour son équipe de rugby à XV, l'Union sportive Payzac-Savignac (USPS), champion de France 3e série en 2000, en honneur régional du Périgord-Agenais en 2006/2007.

## Politique et administration

### Rattachements administratifs
La commune de Payzac (orthographiée « Paizac » à l'époque) a, dès 1790, fait partie du département de la Corrèze.
En 1793, elle est rattachée au canton de Paizac qui dépend du district d'Excideuil dans le département de la Dordogne jusqu'en 1795, date de suppression des districts. Lorsque ce canton est supprimé par la loi du 8 pluviôse an IX (28 janvier 1801) portant sur la « réduction du nombre de justices de paix », la commune est rattachée au canton de Lanouaille nouvellement créé et dépendant de l'arrondissement de Nontron.

### Intercommunalité
Fin 2000, Payzac intègre dès sa création la communauté de communes Auvézère Loue qui prend le nom de communauté de communes du Pays de Lanouaille en 2003. Celle-ci, agrandie en 2017 prend le nom de communauté de communes Isle-Loue-Auvézère en Périgord

### Administration municipale
La population de la commune étant comprise entre 500 et 1 499 habitants au recensement de 2017, quinze conseillers municipaux ont été élus en 2020,.

## Équipements et services publics

### Eau
En 2024, la commune dépend du Syndicat intercommunal d'alimentation en eau potable (SIAEP) du Nord Est Périgord.

### Justice
Dans le domaine judiciaire, Payzac relève : 
- du tribunal judiciaire, du tribunal pour enfants, du conseil de prud'hommes et du tribunal de commerce de Périgueux ;
- du pôle Nationalité du tribunal judiciaire de Périgueux (compétent uniquement dans le domaine de la nationalité) ;
- de la cour d'appel, du tribunal administratif et de la  cour administrative d'appel de Bordeaux.

## Population et société

### Démographie
L'évolution du nombre d'habitants est connue à travers les recensements de la population effectués dans la commune depuis 1793. Pour les communes de moins de 10 000 habitants, une enquête de recensement portant sur toute la population est réalisée tous les cinq ans, les populations de référence des années intermédiaires étant quant à elles estimées par interpolation ou extrapolation. Pour la commune, le premier recensement exhaustif entrant dans le cadre du nouveau dispositif a été réalisé en 2008.

En 2022, la commune comptait 977 habitants, en évolution de −0,61 % par rapport à 2016 (Dordogne : +0,37 %, France hors Mayotte : +2,11 %).
| 1793  | 1800  | 1806  | 1821  | 1831  | 1836  | 1841  | 1846  | 1851  |
| ----- | ----- | ----- | ----- | ----- | ----- | ----- | ----- | ----- |
| 2 964 | 2 804 | 2 674 | 2 318 | 2 278 | 2 194 | 2 417 | 2 608 | 2 590 |

| 1856  | 1861  | 1866  | 1872  | 1876  | 1881  | 1886  | 1891  | 1896  |
| ----- | ----- | ----- | ----- | ----- | ----- | ----- | ----- | ----- |
| 2 506 | 2 504 | 2 606 | 2 230 | 2 358 | 2 392 | 2 532 | 2 626 | 2 563 |

| 1901  | 1906  | 1911  | 1921  | 1926  | 1931  | 1936  | 1946  | 1954  |
| ----- | ----- | ----- | ----- | ----- | ----- | ----- | ----- | ----- |
| 2 562 | 2 542 | 2 541 | 2 535 | 2 520 | 2 125 | 1 948 | 1 814 | 1 691 |

| 1962  | 1968  | 1975  | 1982  | 1990  | 1999  | 2006  | 2008  | 2013  |
| ----- | ----- | ----- | ----- | ----- | ----- | ----- | ----- | ----- |
| 1 506 | 1 407 | 1 308 | 1 205 | 1 106 | 1 041 | 1 059 | 1 064 | 1 005 |

| 2018 | 2022 | - | - | - | - | - | - | - |
| ---- | ---- | - | - | - | - | - | - | - |
| 978  | 977  | - | - | - | - | - | - | - |

### Manifestations culturelles et festivités
- Fête patronale un dimanche d'août[72].

### Sports
- L'Union Sportive Payzac-Savignac (USPS), créée en 1969, est l'équipe de rugby à XV de la commune et de Savignac-Lédrier[73]. En 2019, des tractations sont en cours avec le Club Ovalie Cherveix-Cubas (COCC) pour regrouper ces deux clubs en un seul sous l'appellation Union Rugby Club de l'Auvézère (URCA)[73].
- En 2021, en cyclisme, Payzac est ville d'arrivée après 172 km de course, de la 2e étape du Tour du Limousin-Périgord-Nouvelle-Aquitaine, qui débute à Agonac. L'étape est remportée par l'Espagnol Mikel Aristi.

## Économie

### Emploi
En 2015, parmi la population communale comprise entre 15 et 64 ans, les actifs représentent 378 personnes, soit 38,4 % de la population municipale. Le nombre de chômeurs (quarante-huit) a augmenté par rapport à 2010 (quarante-trois) et le taux de chômage de cette population active s'établit à 12,6 %.

### Établissements
Au 31 décembre 2015, la commune compte 127 établissements, dont cinquante-huit au niveau des commerces, transports ou services, vingt-cinq dans l'agriculture, la sylviculture ou la pêche, dix-neuf dans l'industrie, treize relatifs au secteur administratif, à l'enseignement, à la santé ou à l'action sociale, et douze dans la construction.

## Culture locale et patrimoine

### Lieux et monuments

#### Patrimoine religieux
- L'église paroissiale de la Transfiguration, à transept et chœur romans. Chaire baroque. Pietà polychrome du XVe siècle.

Elle s'est appelée : église Saint-Sauveur, église de la Trinité et porte aujourd'hui le nom d'église de la Transfiguration.
Elle possède un clocher tors probablement construit au XVIe siècle, en même temps que le bahut défensif.
Elle a connu plusieurs restaurations importantes, en 1844 (charpente du clocher), 1878 (nouvelle nef), 1934, puis de 1994 à l'an 2000 (intérieur). Elle est inscrite au titre des monuments historiques depuis 1995. Les vitraux réalisés entre 1875 et 1880 par Jean Besseyrias, fortement dégradés par la grêle en août 2003, ont été restaurés en 2016 par l'« Atelier du vitrail du Périgord ».

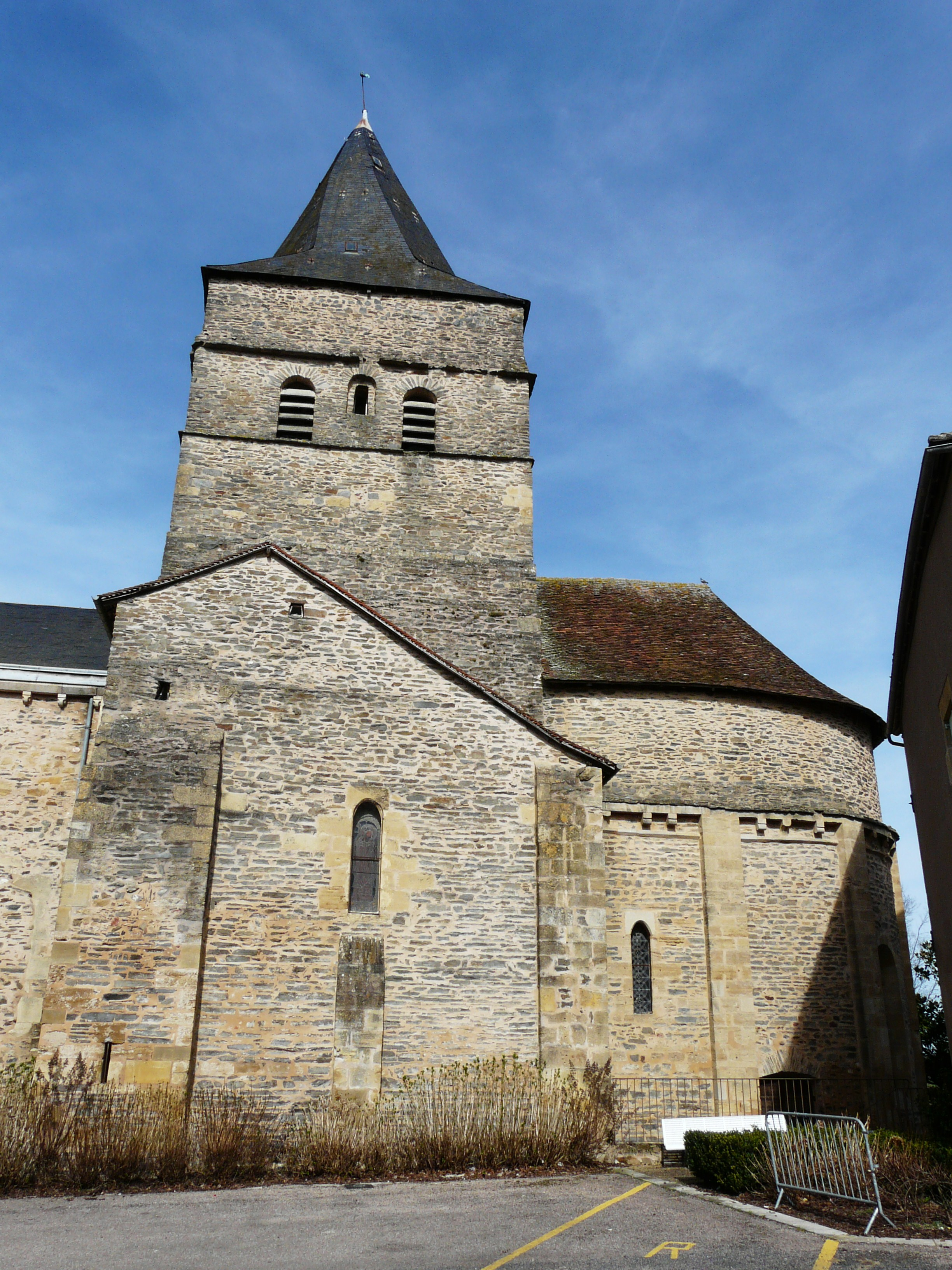
L'église de la Transfiguration.
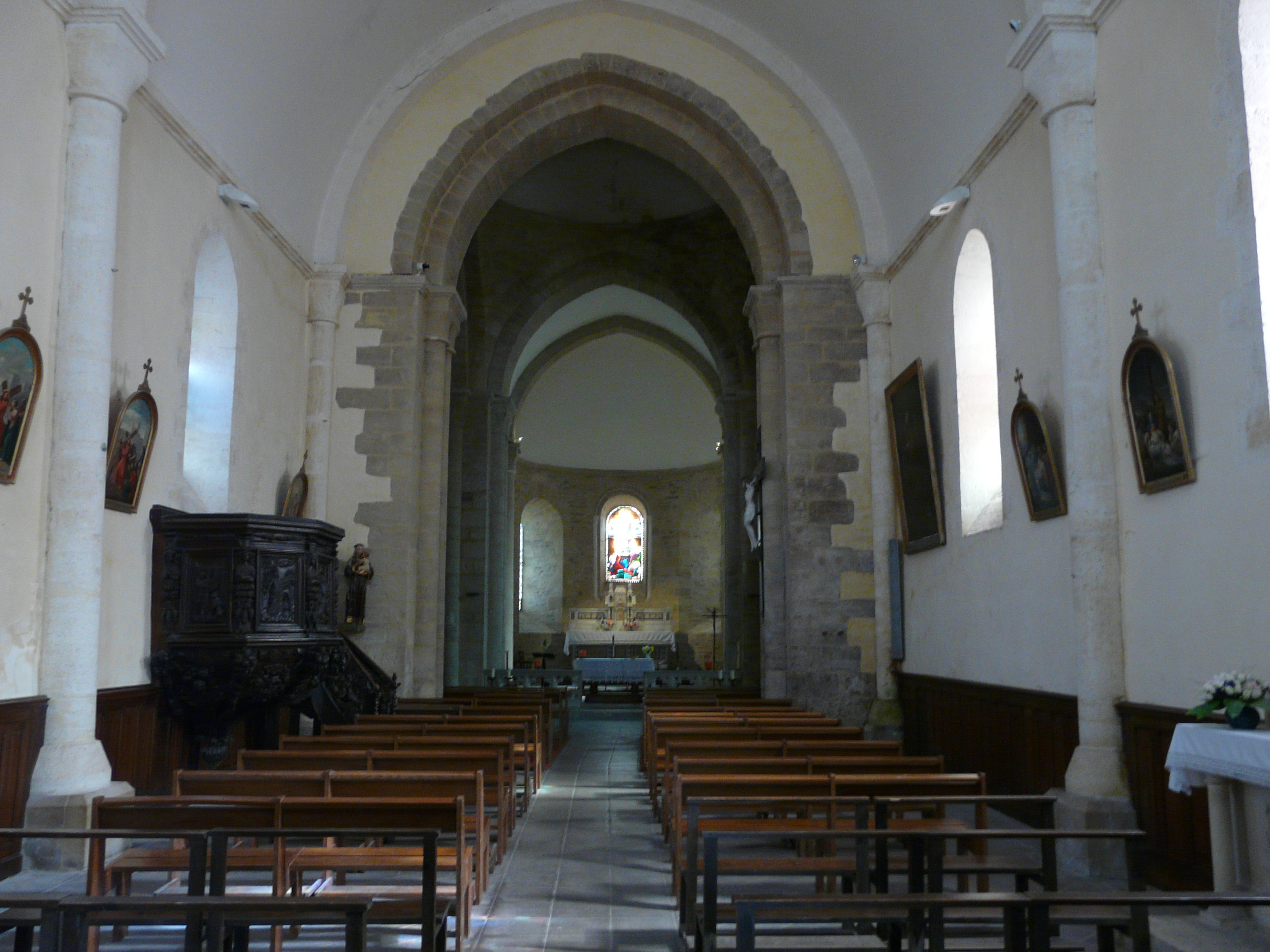
La nef et le chœur.
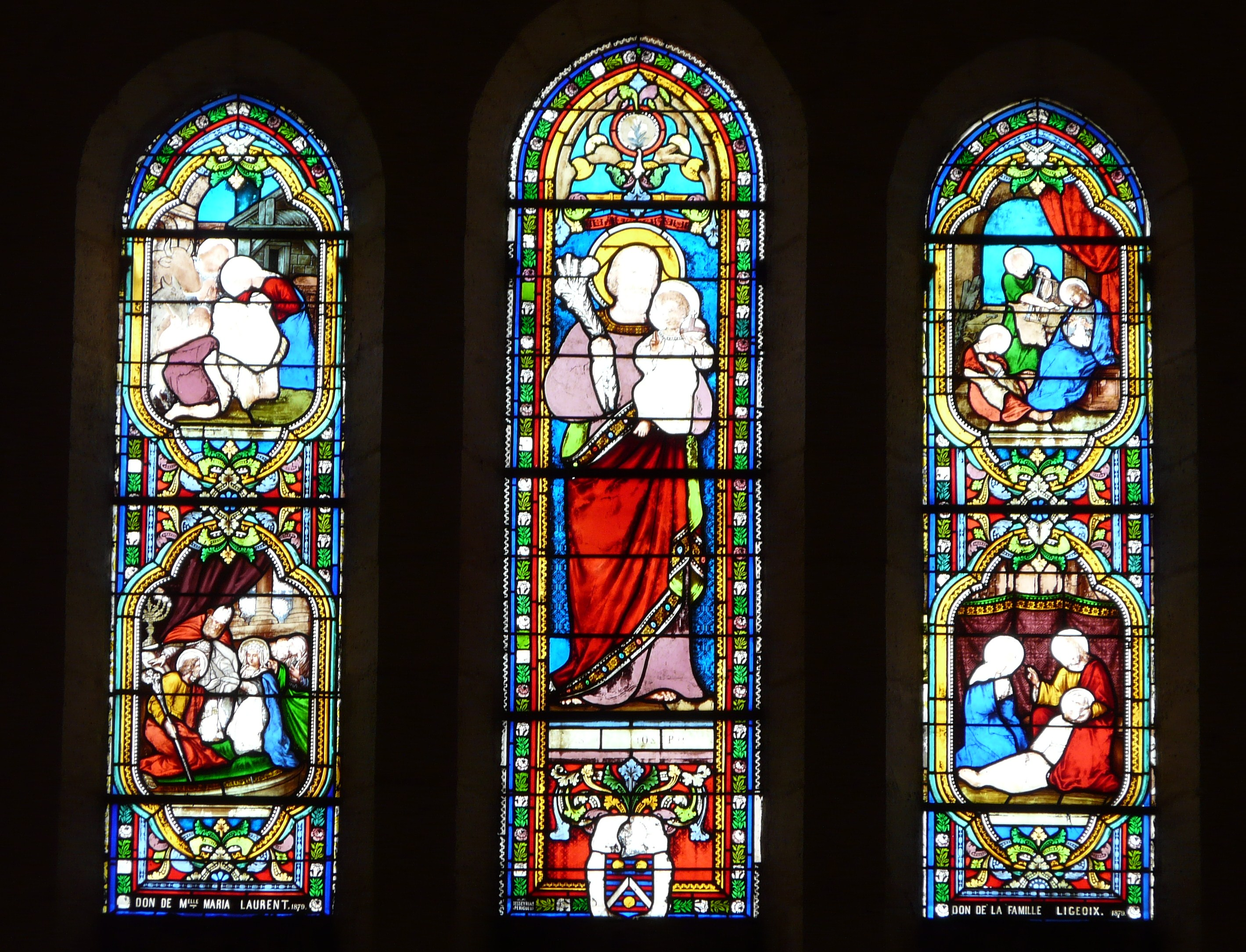
Les vitraux au-dessus du portail.
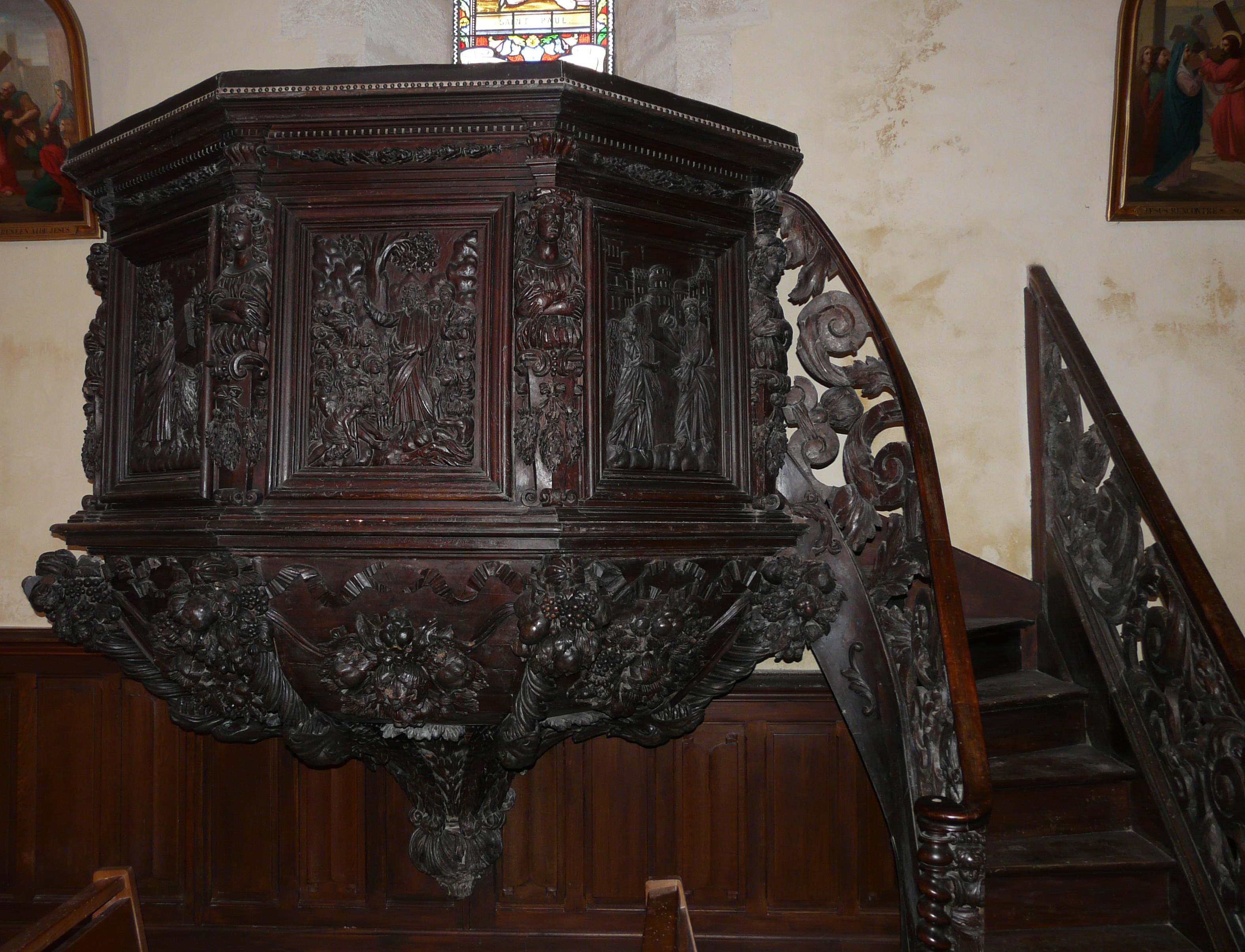
La chaire baroque.

#### Patrimoine civil
- Château de Payzac, édifié au XVe siècle, remanié au XIXe siècle, résidence de la famille des barons Le Clere.
- Pont las Veyras (ou pont Laveyrat) sur l'Auvézère. Construit avec des avant-becs pour résister à la force du courant lors des crues, il date des XIIIe et XVe siècles. Il est inscrit au titre des monuments historiques depuis 1987.
- Musée de l'ancienne papeterie de Vaux.

Au bord du ruisseau des Belles-Dames, la papeterie a remplacé au XIXe siècle une ancienne forge. Après la fermeture de l'usine produisant la pâte à papier importée par la fabrique, elle a été aménagée en musée-atelier. Célèbre pour son papier alimentaire de forme ronde produit à partir de paille de seigle, l'usine propose aux visiteurs un parcours historique dans la vie du papier autour d'œuvres d'art et d'animations. Autour du site, un chemin d'initiation papetière invite à la découverte des plantes utilisées dans ce secteur. Le site est classé monument historique depuis 1996.
- Plusieurs granges ovalaires, qui à l'origine étaient recouvertes de chaume de seigle aujourd'hui remplacé par des plaques de tôle[78], sont également inscrites sur différents lieux-dits de la commune : à la Roche-Picout[79], au Peyrat[80], au Rouveix[81] et à Vaux[82].
- Le manoir de La Juvénie du XVIIe siècle a été restauré au XIXe siècle[83]. Pendant la Seconde Guerre mondiale, il a servi de refuge à des centaines d'enfants : d'abord de septembre 1939 à octobre 1940 à 250 enfants alsaciens[84] ; puis en avril 1941, environ 200 enfants sont placés là par le groupement d'entraide des réfugiés d'Alsace et de Lorraine[84] ; à partir du printemps 1943, parmi les 150 enfants figurent de jeunes Juifs ainsi que des fils de résistants ou de communistes[84].
- Motte castrale au lieu-dit La Châtaignolade.
- Maison forte du Montet aussi appelé Château du Montet.
- Tour de Chavan détruite au début du XVIIIe siècle[85].

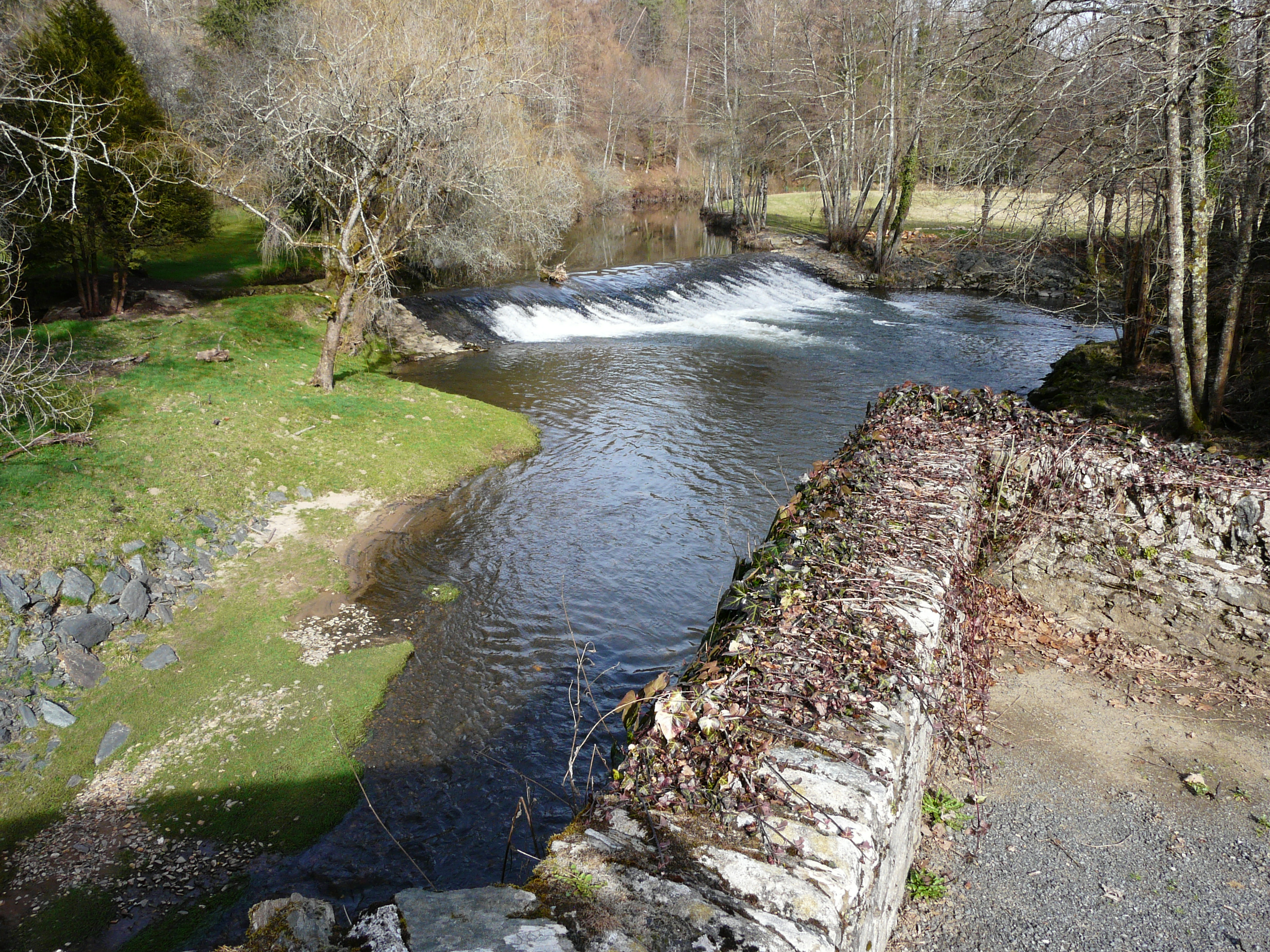
L'Auvézère au pont Laveyrat.
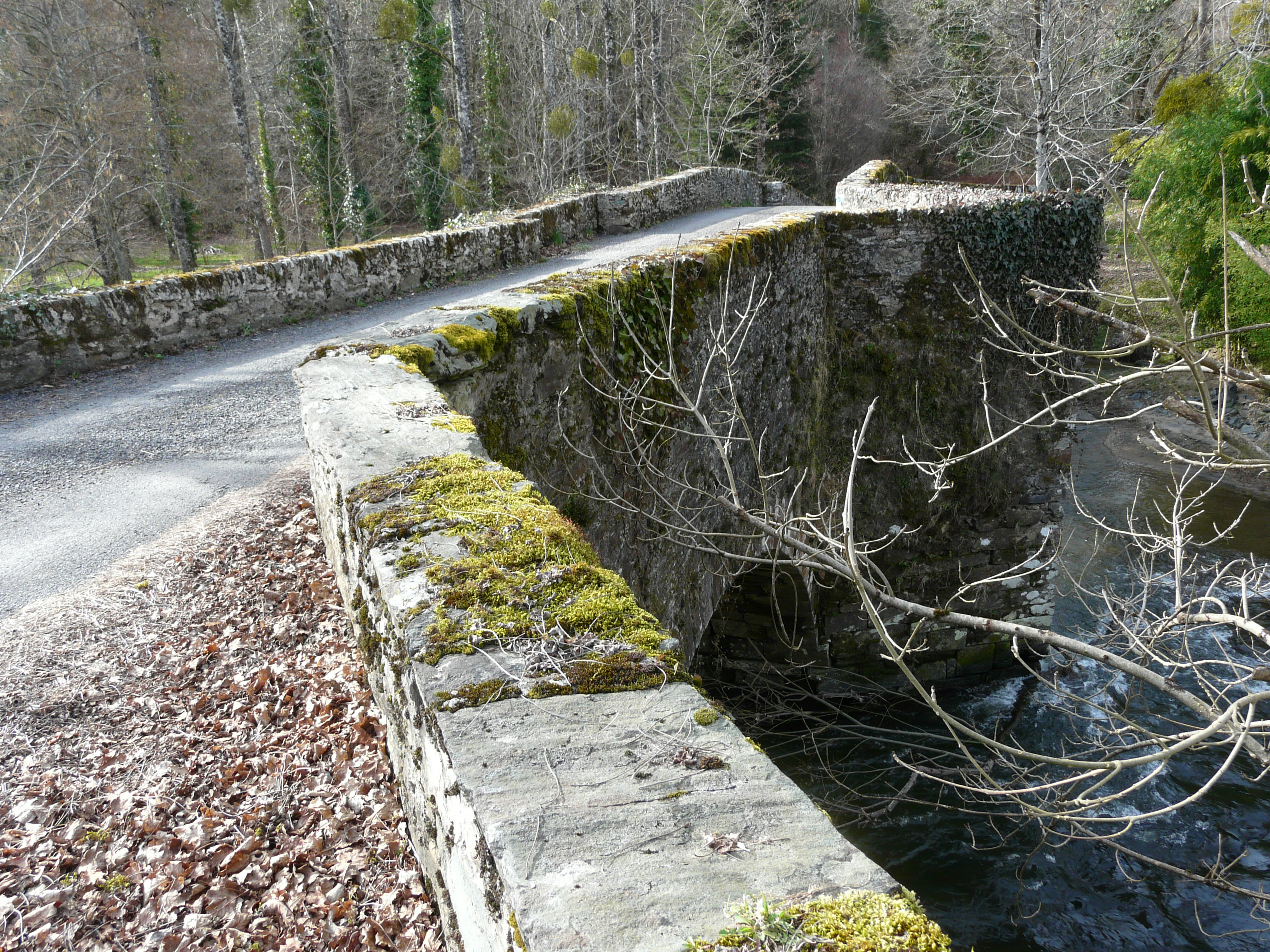
Le pont Laveyrat.
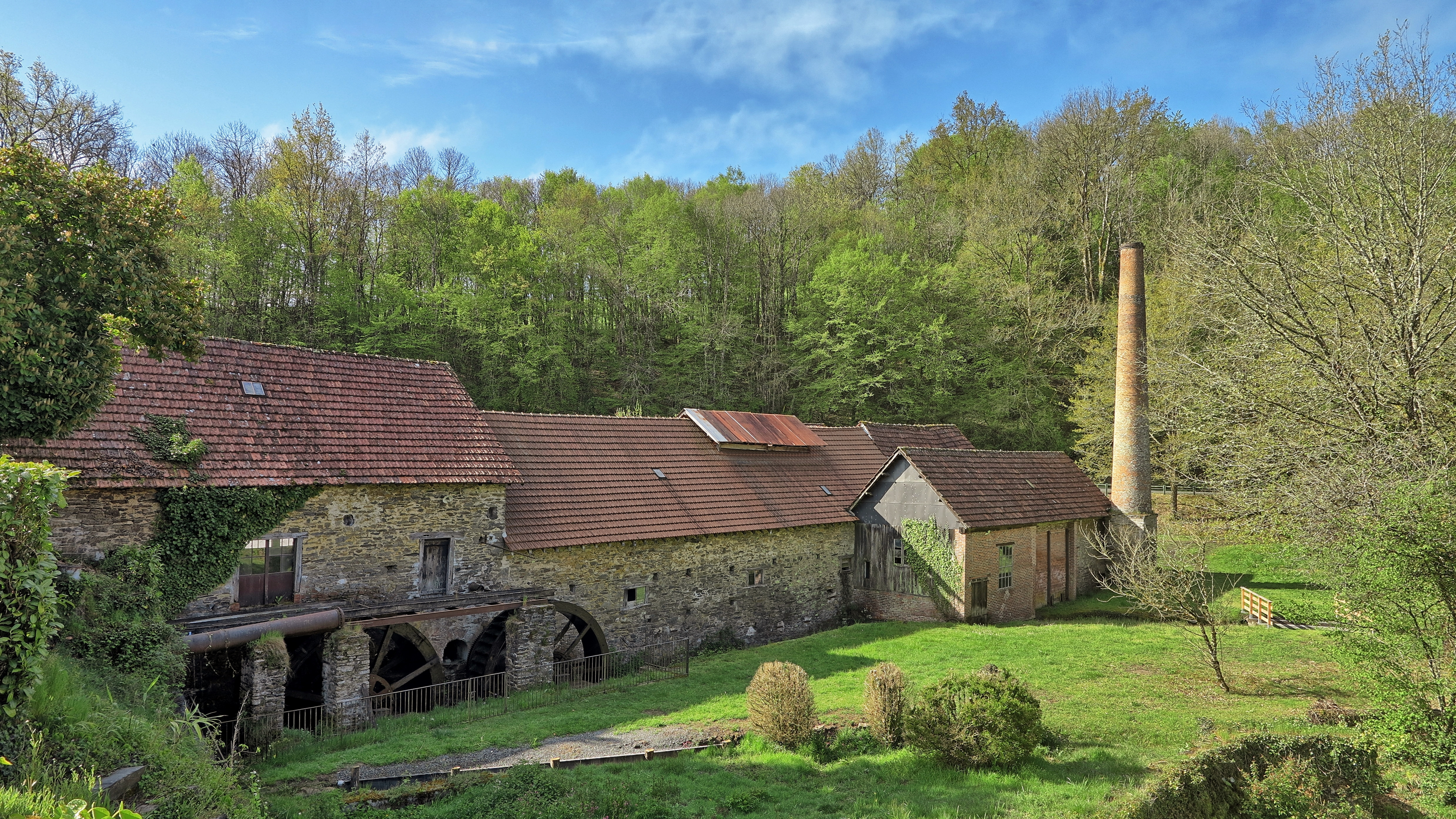
La papeterie de Vaux.
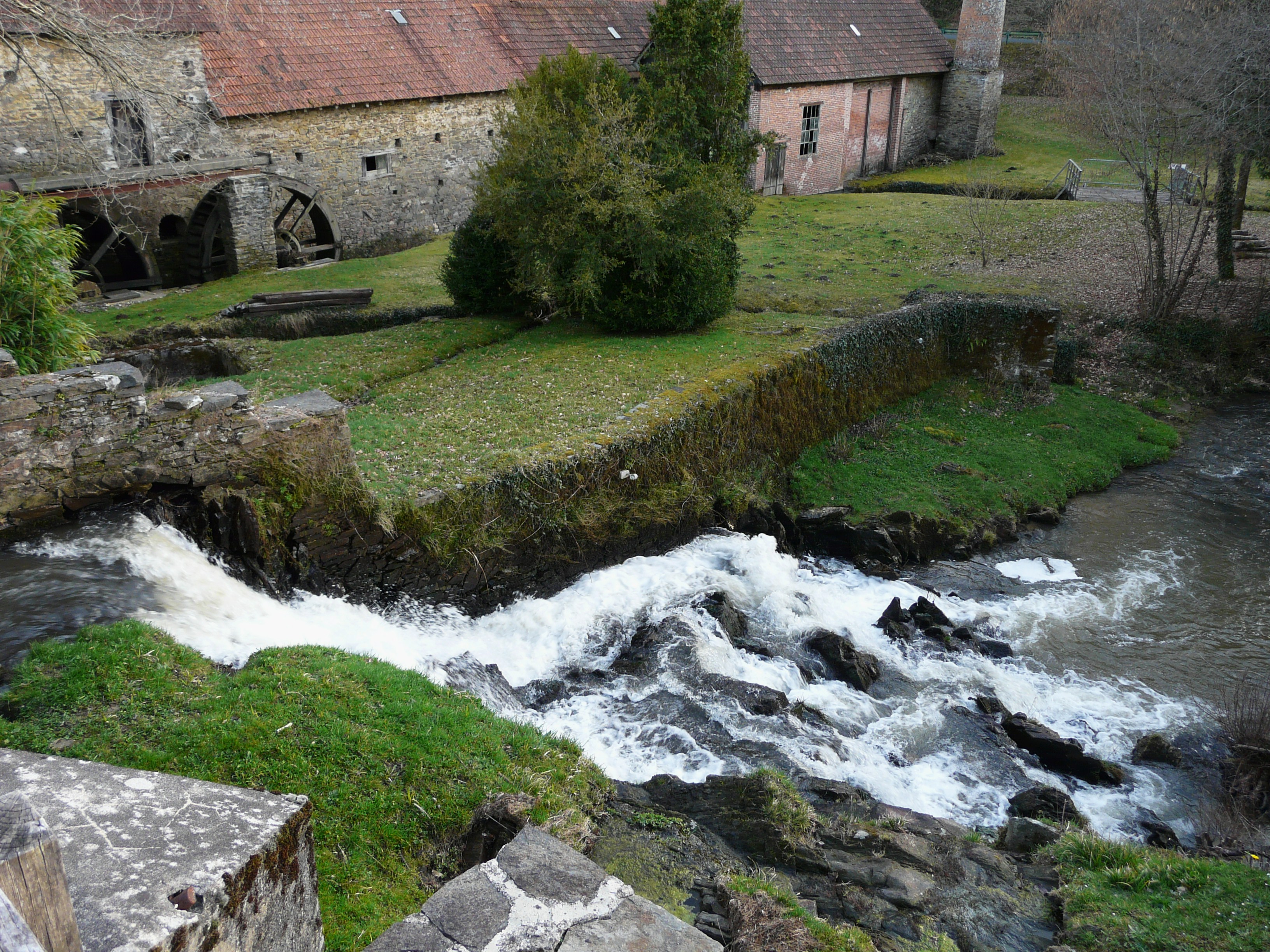
Le ruisseau des Belles-Dames à la papeterie de Vaux.
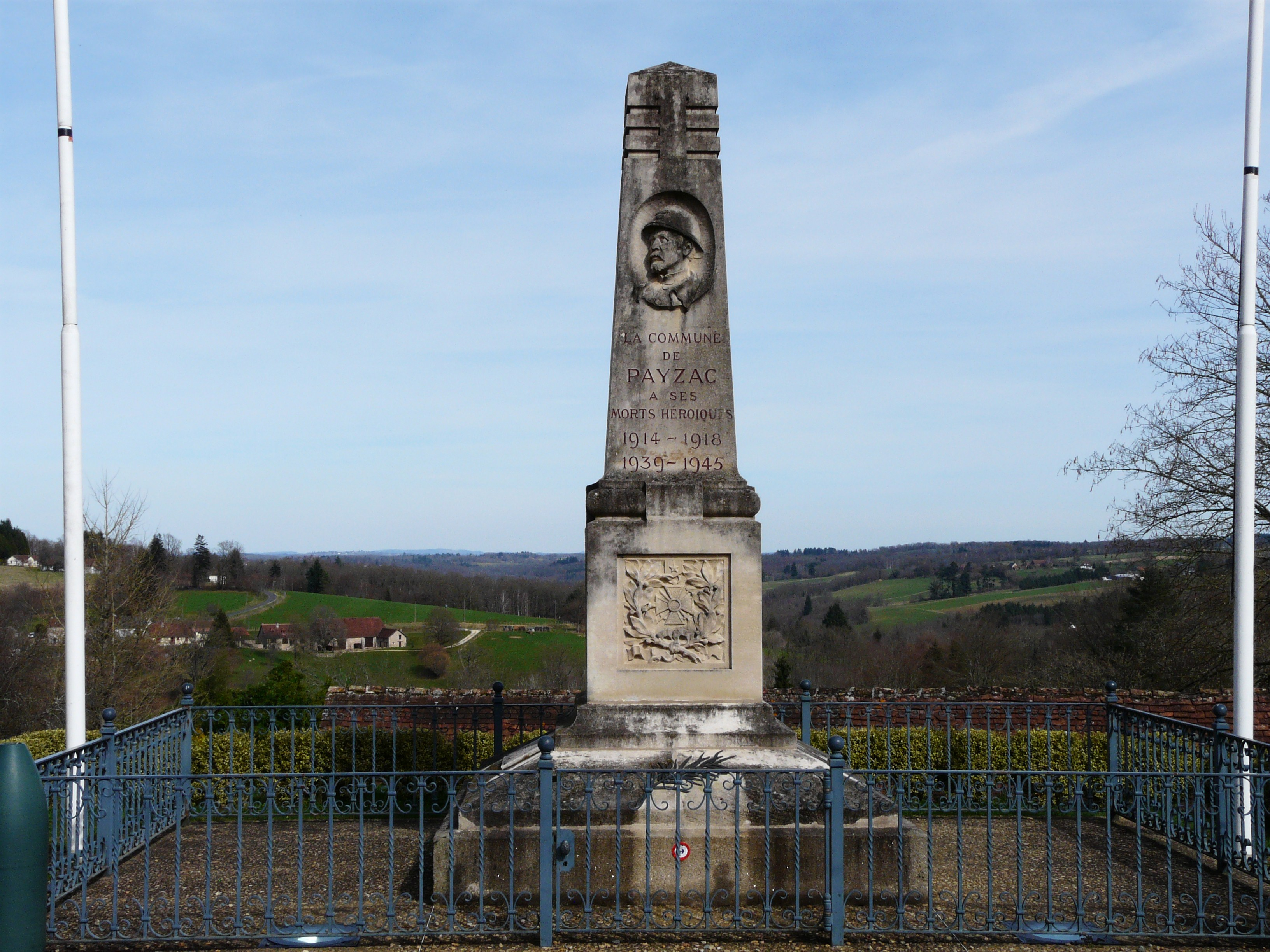
Le monument aux morts.
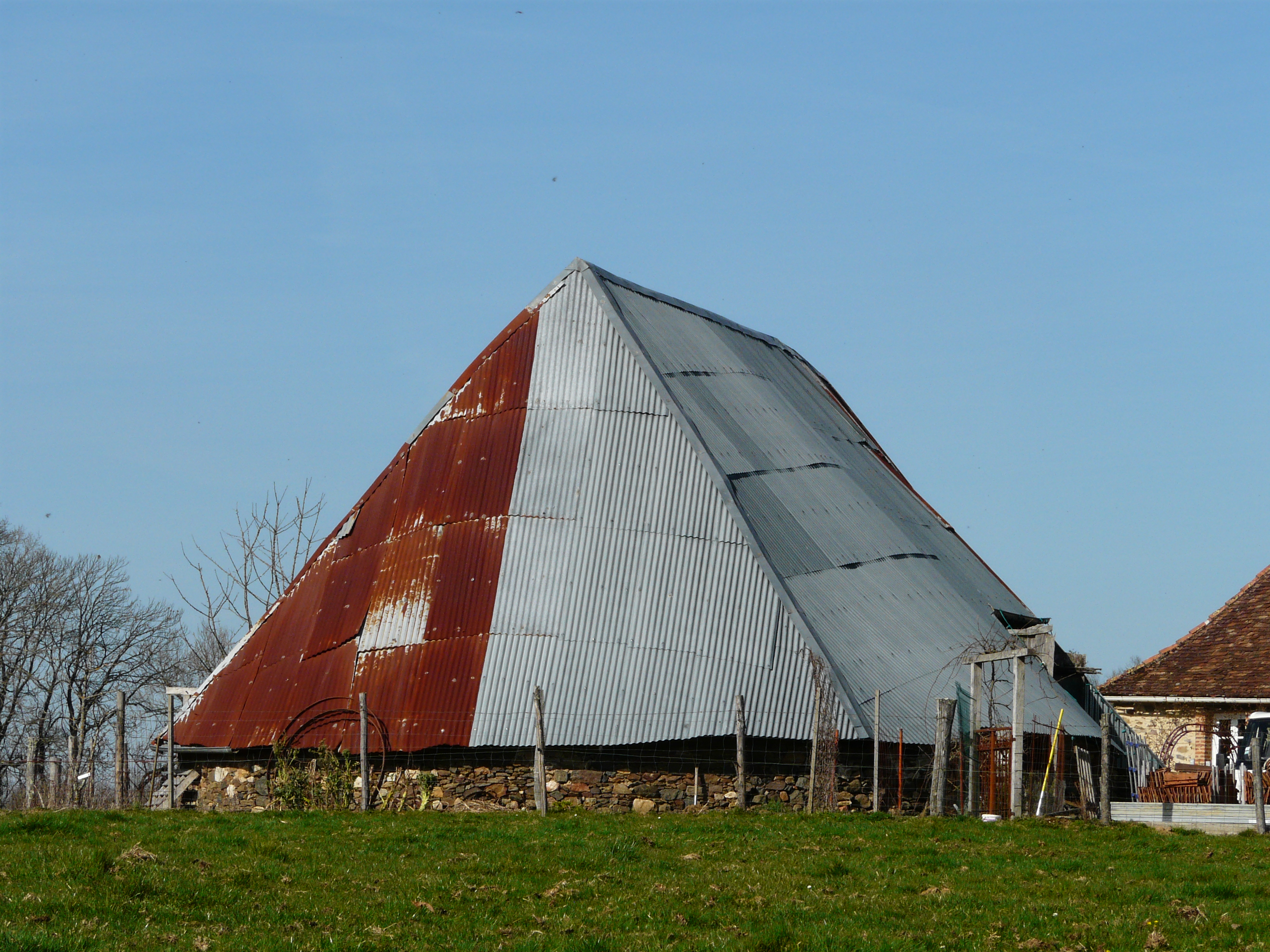
La grange ovale du Peyrat.
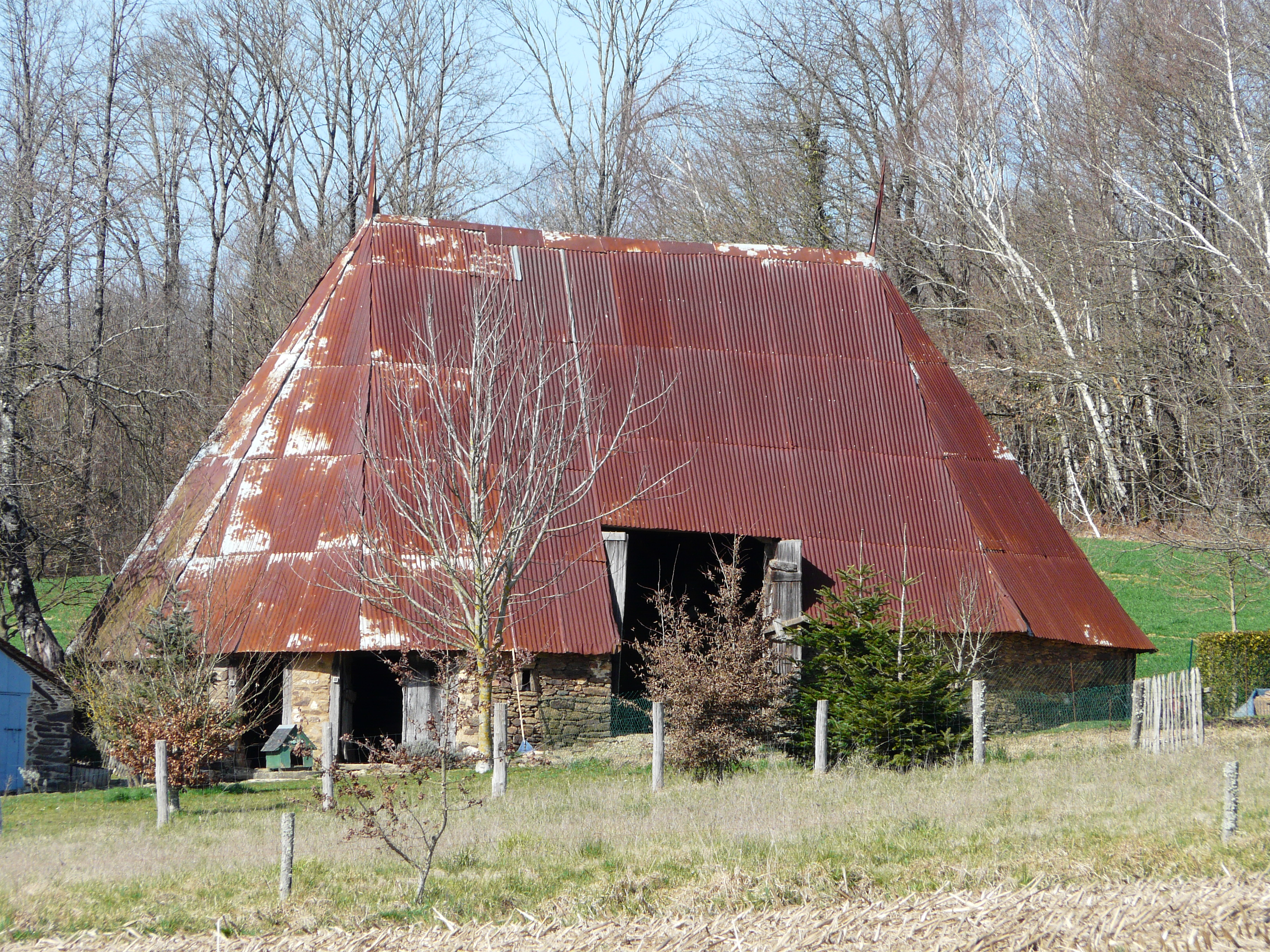
La grange ovale du Rouveix.
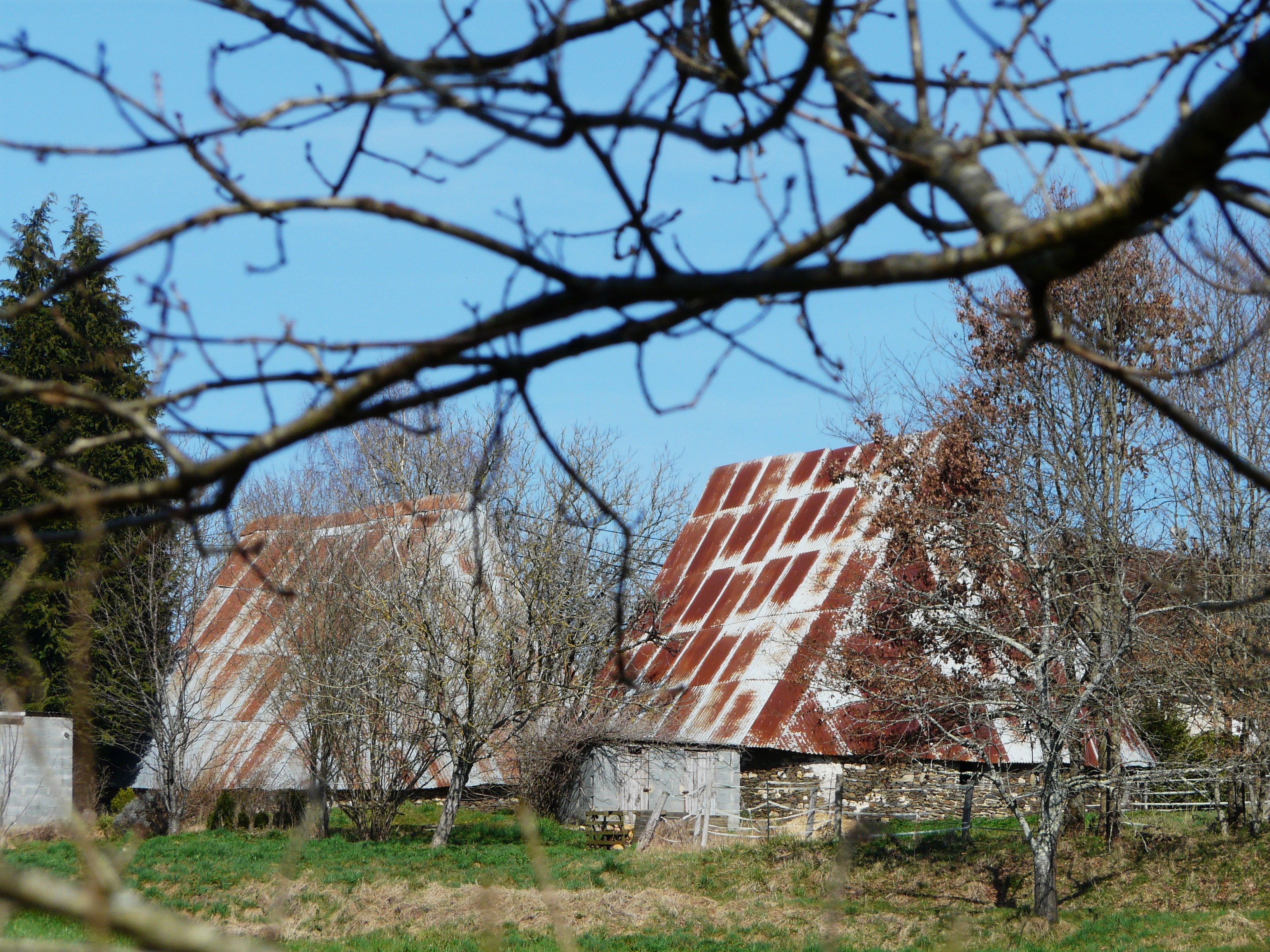
Les granges ovales jumelles de Vaux.
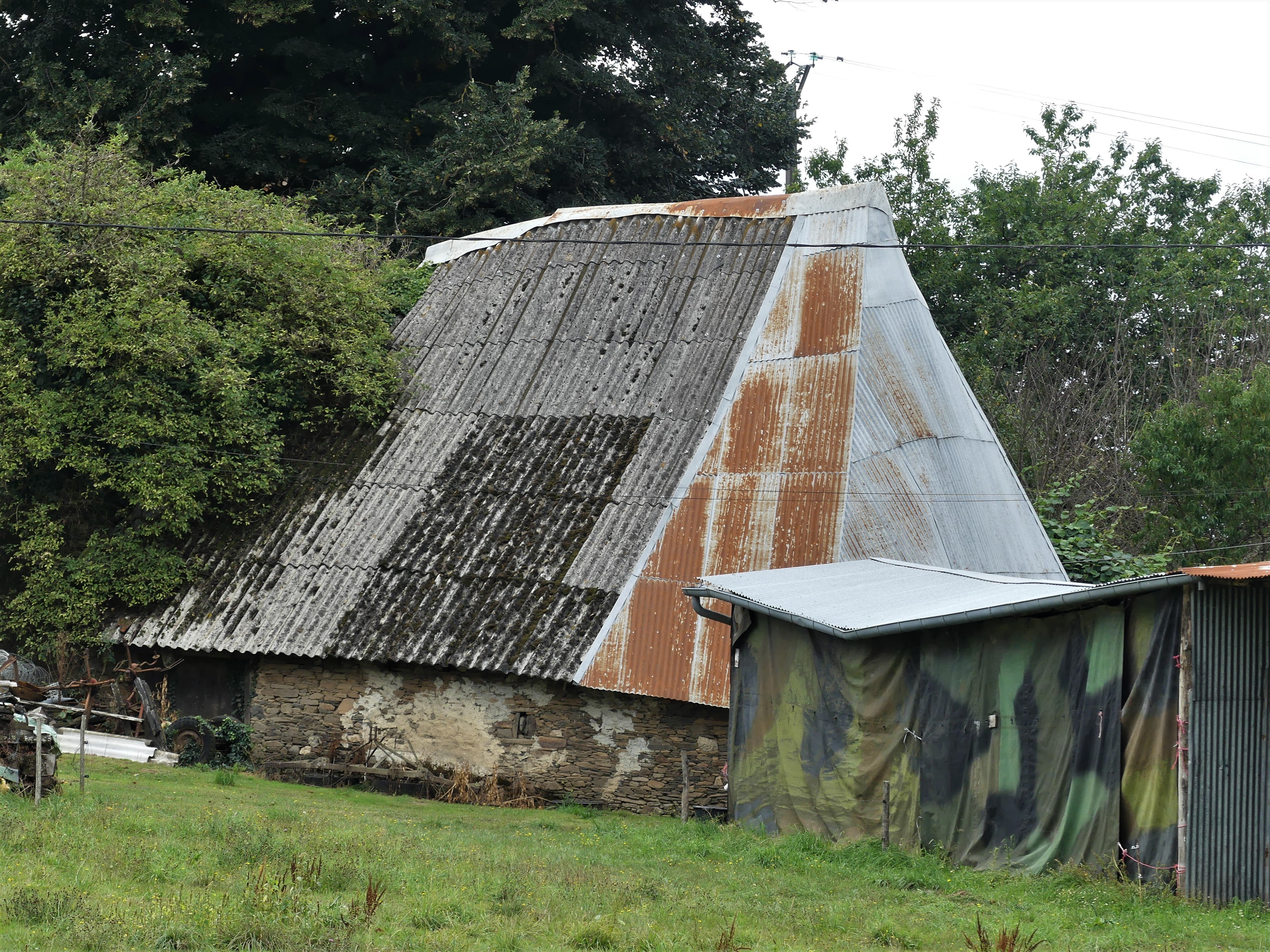
La grange ovalaire nord de Chaux.
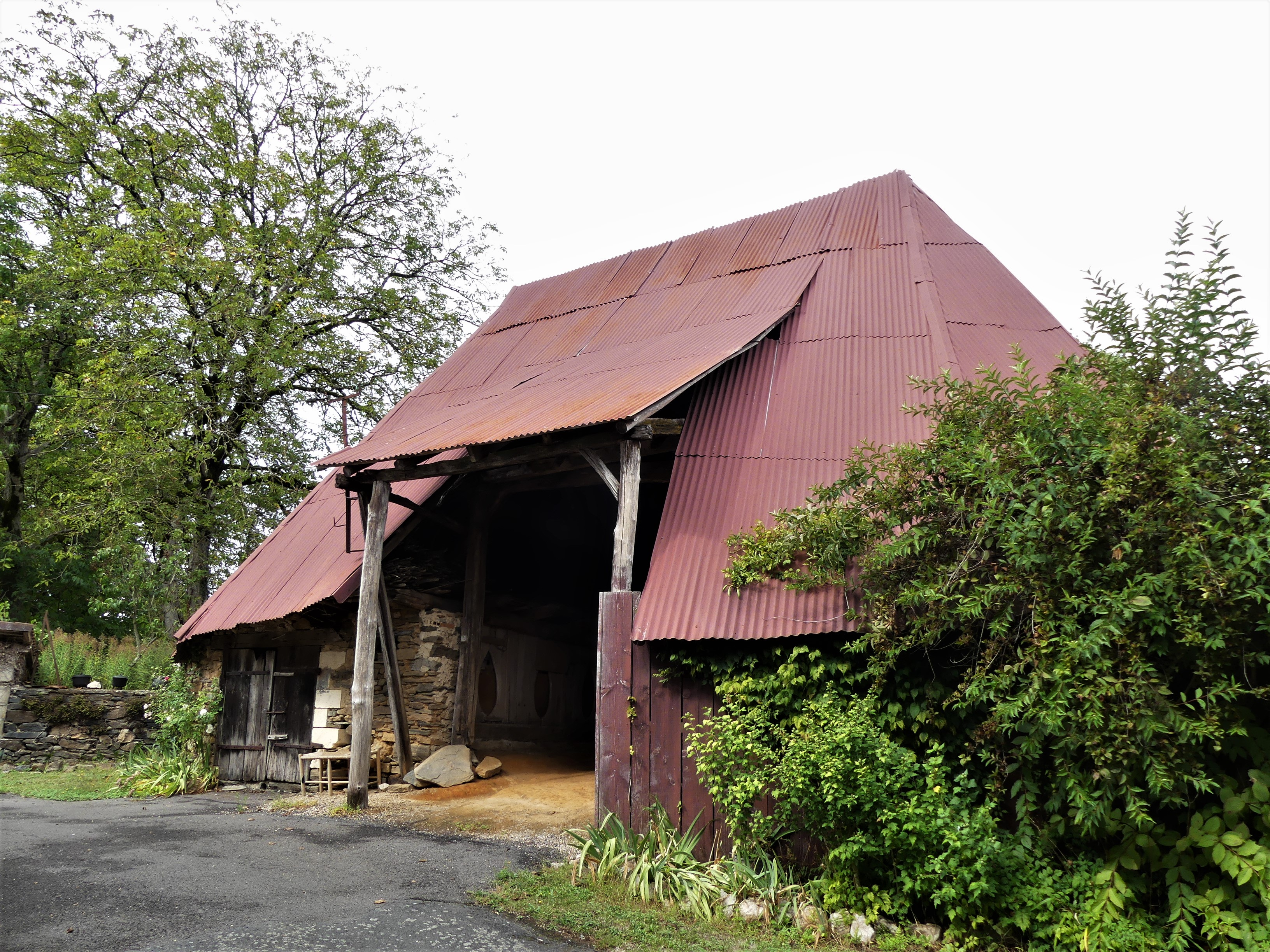
La grange ovalaire sud de Chaux.

### Patrimoine naturel
Deux zones naturelles d'intérêt écologique, faunistique et floristique (ZNIEFF) de type II sont constituées sur le territoire communal :
- la vallée de la Haute Loue du Moulin des Agneaux jusqu'à l'étang de Rouffiac, ainsi que son affluent la Ganne dans toute sa traversée de la commune, depuis la Faurie jusqu'au moulin de la Jarousse[86],[87] ;
- à leur tout début, au sud-est du territoire communal, sur 700 mètres en limite des communes de Saint-Mesmin et de Savignac-Lédrier, les gorges de l'Auvézère, à dominante boisée, sont partagées avec cinq autres communes et neuf espèces déterminantes de plantes y ont été recensées[88],[89] : l'Anarrhine à feuilles de Pâquerette (Anarrhinum bellidifolium), l'Anogramme à feuilles minces (Anogramma leptophylla, l'Asplénium lancéolé (Asplenium obovatum), le Cheilanthès de Tineo (Cheilanthes tinaei), la Doradille du nord (Asplenium septentrionale), la Joubarbe à toile d'araignée (Sempervivum arachnoideum), le Lis martagon (Lilium martagon), le Millepertuis à feuilles de lin (Hypericum linariifolium) et le Polystic des montagnes (Oreopteris limbosperma).

### Personnalités liées à la commune
- Jean-Pierre Timbaud, syndicaliste et otage français, né le 20 septembre 1904 à Payzac, fusillé à Châteaubriant par les nazis le 22 octobre 1941[90]. Une place du bourg de Payzac porte son nom : place de la bibliothèque, de la bascule et du foirail, en montant à l'école ;
- Thomas Gauvin (1984-2011), major de la promotion Capitaine Beaumont, premier saint-cyrien à tomber sur le sol afghan.
- Joseph François Dumas, chevalier, marquis de Payzac, seigneur de la Borie, de la Serre et de Cousage-lès-Alassac, co-seigneur d'Alassac, seigneur de la Vigne-Rouge, des dîmes de Rouffiac, vidame de Limoges, chevalier du Saint-Sépulchre (18 juillet 1780), maître de forge à Payzac. Il rendit hommage au roi pour ses terres de Payzac et de la Borie le 18 juillet 1780.
- Charles Antoine Armand Odet Dumas[91], comte puis marquis de Payzac, chevalier, seigneur de Payzac, de la Serre et de Cousage, co-seigneur d'Allassac et de la Salle, vidame de Limoges (1789), baron de l'Empire (5 août 1812), chevalier du Saint-Sépulchre (1818).

### Héraldique
| Blason de Payzac | Blason  | De gueules à la croix aiguisée d'argent, cantonnée de quatre fleur-de-lys d'or. |
| Blason de Payzac | Détails | Le statut officiel du blason reste à déterminer.                                |

## Pour approfondir